# Gölsjöarna (Tannåkers socken, Småland, 631858-137886)
Gölsjöarna är en sjö i Ljungby kommun i Småland och ingår i Lagans huvudavrinningsområde.